# Герб Армянська
Герб Армя́нська — офіційний символ міста Армянськ Автономної Республіки Крим, затверджений 14 серпня 2008 року рішенням №390 XXI сесії V скликання міської ради. 

## Опис
"У зеленому полі срібна фортеця із закритими воротами. У червоній главі золотий ключ вушком вправо."
Щит обрамований срібним декоративним картушем та увінчаний срібною міською короною. На зеленій девізній стрічці срібний напис «Армянськ».
Новий герб створено на основі герба міста Перекоп, що існував з 1844 року.

## Історія

### Герб Перекопа

Герб Перекопського повіту 1844 року

У березні 1834 року з ініціативи генерал-губернатора М.С. Воронцова у його канцелярії було підготовлено проєкти гербів для 6 повітів Таврійської губернії: Дніпровського, Перекопського, Євпаторійського, Феодосійського, Мелітопольського та Сімферопольського.
"Перекопському повіту - ключ півострова Крим з окопом, що становить вхід до неї".
Герб був затверджений 17 листопада 1844 року. В описі до нього значилося: "У червоному полі золотий ключ півострова Крим, що символізує вхід до нього; у середній смузі щита, посеред зеленого поля срібний Перекопський замок".

#### Проєкт Кене
1868 року Бернгардом Кене було складено новий проєкт герба Перекопа: "У зеленому щиті срібний замок із чорними швами, зачиненими ґратами воротами та трьома круглими вежами, у червленому розділі щита золотий ключ".
Передбачалося, що за щитом будуть перехрещені якорі, перев'язані Олександрівською стрічкою. Проєкт не було затверджено.

### Ермєні Базар
У 1730-х роках частина жителів міста Ор-Капи (Перекоп) переселилася та заснувала поряд нове місто — Ермєні Базар (з 1921 року — Армянськ).

#### Перший герб
Герб Армянська затверджено 13 квітня 1999 року Рішенням сесії міської ради № 82 "Про затвердження міської символіки":
"У золотому полі чорна фортеця із зачиненими воротами, у червоній главі - золотий ключ вушком вправо".
За основу було герба взято герб міста Перекопа. Фортеця означала систему Перекопських укріплень, а ключ - розташування поселення біля перешийка, що веде до Кримського півострова.

#### Другий герб
27 квітня 2004 року затверджено новий проєкт герба Армянська рішенням 17-ї сесії міської ради № 326 "Про зміну зображення герба міста". Як було сказано у рішенні "з метою приведення у відповідність до правил геральдики". Герб було перенесено на французький геральдичний щит, а фортеця зображалася срібною на золотому полі, що, скоріше, порушувало правила геральдики.

#### Третій герб
Новий герб було затверджено 14 серпня 2008 року. Його було створено на основі герба міста Перекоп від 1844 року:
"Як герб міста затверджено історичний герб Перекопського повіту від 17 листопада 1844. У зеленому полі срібна фортеця із зачиненими воротами. У червоній главі золотий ключ вушком праворуч."
Символіка герба відбиває ключове географічне положення Армянська і Перекопського перешийка. Фортеця, що перегороджувала шлях до Криму, була своєрідним «ключем» від півострова.